# Woordlengte
Woordlengte kan worden gedefinieerd naar het aantal letters, klanken, morfemen of lettergrepen per woord. In al deze gevallen is te verwachten dat de woordlengtes in een tekst of in het lexicon wetmatig verdeeld zullen zijn. Zo'n wetmatige verdeling van woordlengtes wordt gehanteerd in de toegepaste en kwantitatieve linguïstiek.

## Type/token
Bij de analyse van een taalcorpus maakt men een onderscheid tussen de type frequency en de token frequency. De token frequency is het zuiver statistische aantal malen dat een bepaalde vorm voorkomt: men kan in een Nederlandstalig corpus bijvoorbeeld zoeken hoe dikwijls het bijwoord 'middelerwijl' voorkomt. De type frequency staat daarentegen voor de frequentie van een bepaalde constructie: men kan in datzelfde corpus ook nagaan hoeveel maal 'middelerwijl' of 'middelertijd' voorkomt, door te zoeken naar alle samenstellingen met 'middeler-'. Dit geeft dan een idee over de courantheid of schaarste van dergelijke woorden.
Ook woordlengte kan men als een type opvatten.

## Leesbaarheid
Woordlengte is naast zinslengte een belangrijke factor die de leesbaarheid van zinnen en teksten beïnvloedt. Formele aspecten van leesbaarheid zijn objectief meetbaar met een index die de moeilijkheidsgraad van een tekst weergeeft. Op Nederlandse basisscholen wordt bijvoorbeeld gebruikgemaakt van het AVI-systeem voor het formeel classificeren van teksten.

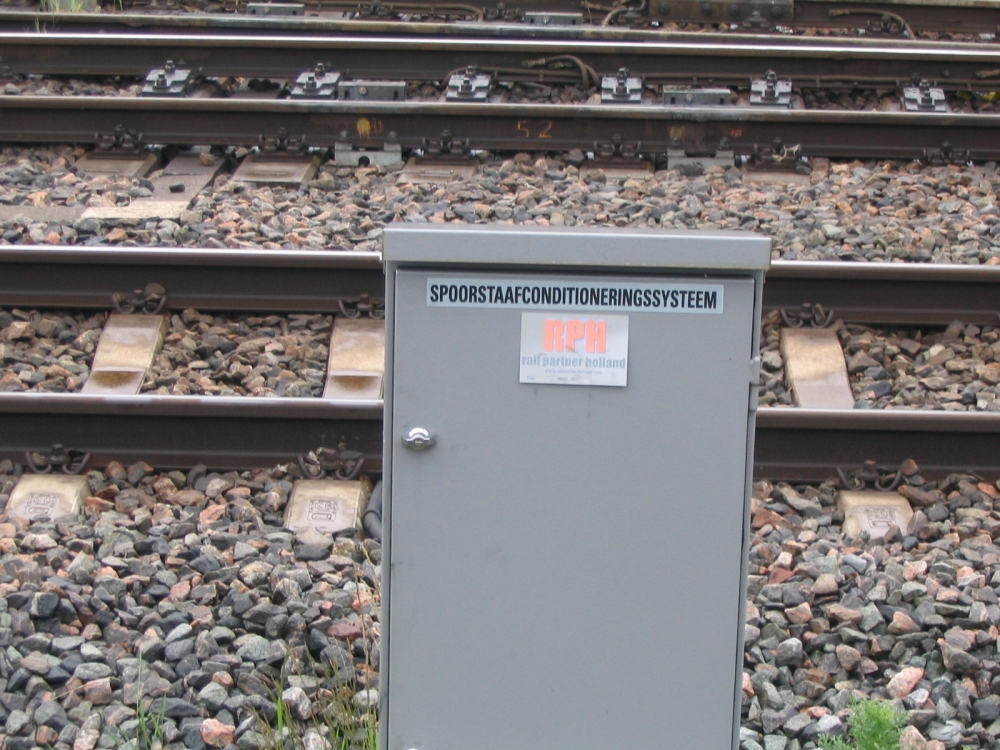
Voorbeeld van een samenstelling: spoorstaafconditioneringssysteem

Omdat het Nederlands veel samenstellingen kent, in tegenstelling tot bijvoorbeeld Frans en Engels, heeft het Nederlands veel lange woorden, waardoor de woordlengte gemiddeld ongeveer 11,5 letters per woord is. Een lang samengesteld woord wordt door een automatische spellingscontrole vaak onterecht als onjuist aangeduid. Omdat lange samenstellingen ook nog eens lastig leesbaar zijn, worden dergelijke woorden vaak opgehakt door het tussenvoegen van spaties. Dit is echter onjuist en kan zelfs onbedoelde betekenisveranderingen tot gevolg hebben.

## Voorbeelden van onderzoek

### Woordlengtenverdeling in het Duits
Een empirische bevinding voor het Duits is, dat in teksten altijd en overal de eenlettergrepige woorden het frequentst zijn, dat als naast-frequentste de tweelettergrepige volgen, enz. Bij bijna 2000 teksten werd steeds ditzelfde resultaat gevonden. Alle teksten op vijf na vertonen de hyperpoissonverdeling.
Een voorbeeld van een woordlengtenverdeling (gemeten als aantal lettergrepen per woord) zoals gevonden in een brief van Kurt Tucholsky:
| x | n(x) | NP(x)  |
| - | ---- | ------ |
| 1 | 522  | 521.4  |
| 2 | 250  | 247.56 |
| 3 | 87   | 92.69  |
| 4 | 32   | 28.64  |
| 5 | 7    | 7.53   |
| 6 | 2    | 2.18   |

Hierbij is x: aantal lettergrepen per woord, n(x): het in deze tekst waargenomen aantal lettergrepen per woord; NP(x): het aantal lettergrepen per woord dat berekend wordt als men de hyperpoissonverdeling aanpast aan de waargenomen data. Resultaat: de hyperpoissonverdeling is voor deze tekst een goed model met het testcriterium P = 0.85, waarbij P als goed wordt beschouwd als het groter dan / gelijk aan 0.05 is (zie voor details de literatuuropgave).
De woordlengtenverdeling bij deze tekst is zeer typisch voor het Duits: het frequentst zijn de woorden die maar uit één lettergreep bestaan, vervolgens de twee-, dan de drielettergrepige, enz. Alleen bij de zeldzame klassen van lange woorden treden onregelmatigheden op.

### Een Nederlands onderzoek

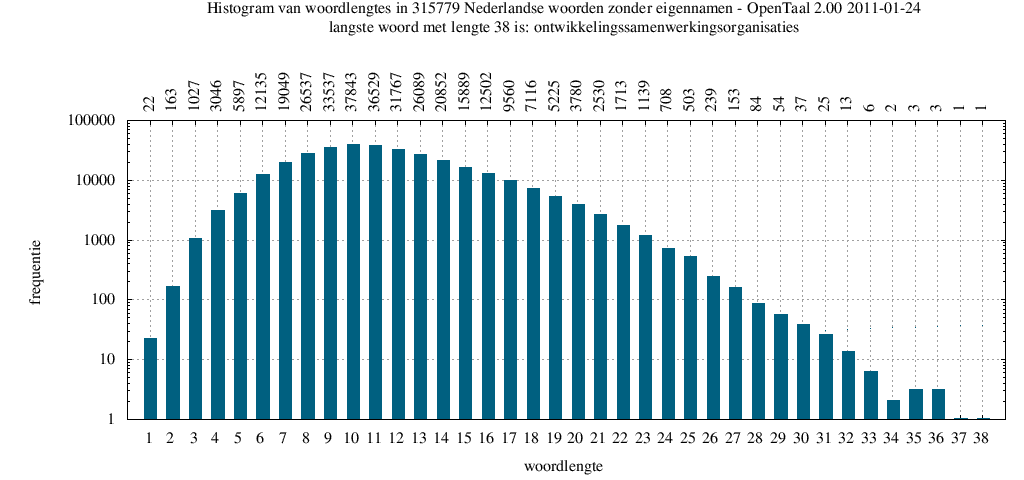
Histogram van Nederlandse woordlengtes

OpenTaal heeft onderzoek gedaan naar de woordlengte van Nederlandse woorden. De resultaten zijn hier zowel in de vorm van een histogram en een tabel weergegeven. Hierin is de telling van woorden uit een door de Nederlandse Taalunie goedgekeurde woordenlijst (zonder eigennamen) [versie 2.00 van OpenTaal] uitgezet ten opzichte van de woordlengte. De resultaten zeggen daarom niets over de frequentie waarmee woorden van die lengtes gebruikt worden, alleen hoeveel woorden er van die lengte in de lijst voorkomen.
Het langste woord gevonden in de deze lijst is ontwikkelingssamenwerkingsorganisaties met in totaal 38 letters. Er zijn langere correcte woorden te bedenken maar niet alle mogelijke woorden staan in de gebruikte versie van die lijst, zo ontbreekt bijvoorbeeld ook het woord vierentwintigletterwoord dat 24 letters heeft. Inmiddels is de lijst van OpenTaal uitgebreid en zullen in toekomstige versies meer langere woorden te vinden zijn.
| Woordlengte | Aantal |
| ----------- | ------ |
| 1           | 22     |
| 2           | 163    |
| 3           | 1027   |
| 4           | 3046   |
| 5           | 5897   |
| 6           | 12135  |
| 7           | 19049  |
| 8           | 26537  |
| 9           | 33537  |
| 10          | 37843  |
| 11          | 36529  |
| 12          | 31767  |
| 13          | 26089  |
| 14          | 20852  |
| 15          | 15889  |
| 16          | 12502  |
| 17          | 9560   |
| 18          | 7116   |
| 19          | 5225   |
| 20          | 3780   |
| 21          | 2530   |
| 22          | 1713   |
| 23          | 1139   |
| 24          | 708    |
| 25          | 503    |
| 26          | 239    |
| 27          | 153    |
| 28          | 84     |
| 29          | 54     |
| 30          | 37     |
| 31          | 25     |
| 32          | 13     |
| 33          | 6      |
| 34          | 2      |
| 35          | 3      |
| 36          | 3      |
| 37          | 1      |
| 38          | 1      |

Een recenter onderzoek van OpenTaal had aansprakelijkheidswaardevaststellingsveranderingen als langste woord. Langste woorden door alleen met de linkerhand te typen zijn aardgasreserves, gebastaardeerde en secretaressedag. Het langste woord met typen met rechts is minimumloon.